# ムルコス (小惑星)
ムルコス (1832 Mrkos) は小惑星帯に位置する小惑星である。ソビエト連邦の女性天文学者リュドミーラ・チェルヌイフが発見した。
チェコの天文学者、アントニーン・ムルコス (Antonín Mrkos) から命名された。